# Quand les poules rentrent au bercail
 (février 2024).
Si vous disposez d'ouvrages ou d'articles de référence ou si vous connaissez des sites web de qualité traitant du thème abordé ici, merci de compléter l'article en donnant les références utiles à sa vérifiabilité et en les liant à la section « Notes et références ».
Pour plus de détails, voir Fiche technique et Distribution.
Quand les poules rentrent au bercail (titre original : Chickens Come Home) est un film américain réalisé par James W. Horne mettant en scène Laurel et Hardy, sorti en 1931. Une version long métrage en langue espagnole destinée au marché hispanophone fut tournée la même année sous le titre de Politiquerías.

## Synopsis
« Every man has a past with some little indiscretion he would like to bury. Mr. Laurel et Mr. Hardy have thirty or forty they would like to cremate ! »
Oliver Hardy est un honnête homme qui aspire à la respectabilité d’un notable. Ainsi, patron d’une entreprise d’engrais et de fertilisants, jeune marié, il brigue le poste de maire de la ville. Il prépare un discours pour sa campagne électorale avec son bras droit et associé, Stan Laurel, lorsqu'une ancienne maîtresse lui rend visite, bien décidée à le faire chanter au moyen d'une photo compromettante.
L’arrivée de l'importune est suivie de celle de Mrs Hardy auquel Oliver a du mal à cacher la présence de la première visiteuse. Il y parvient mais celle-ci le somme de la rejoindre le soir même alors qu’il donne chez lui un dîner important pour sa campagne électorale. C'est au pauvre Stan, déjà bien embarrassé d'une épouse autoritaire, qu'il demande de le tirer d'embarras. Il l'envoie à sa place auprès de son ancien flirt pour tenter de la contenir tandis qu'il tente vainement de s'éclipser de chez lui. Finalement, Laurel, incapable de la maîtriser sera obligé de la suivre chez Hardy, suivi à la trace par sa propre épouse.

## Fiche technique
- Titre original : Chickens Come Home
- Titre français : Quand les poules rentrent au bercail
- Autre titre français : On rentre au bercail
- Réalisation : James W. Horne
- Scénario : H.M. Walker (dialogues)
- Photographie : Jack Stevens et Art Lloyd[2]
- Montage : Richard C. Currier
- Ingénieur du son : Elmer Raguse
- Producteur : Hal Roach
- Société de production : Hal Roach Studios
- Société de distribution : Metro-Goldwyn-Mayer
- Pays de production :  États-Unis
- Langue : anglais
- Format : Noir et blanc - 35 mm - 1,37:1  -  sonore
- Genre : comédie
- Longueur : trois bobines
- Date de sortie :
  - États-Unis :21 février 1931

## Distribution
Source principale de la distribution :
- Stan Laurel : Stanley
- Oliver Hardy : Oliver Hardy

Reste de la distribution non créditée :
- Mae Busch : l'ancienne petite amie d'Oliver
- Baldwin Cooke : le secrétaire
- Gordon Douglas : un passant
- Norma Drew : Mrs. Laurel
- James Finlayson : le valet
- Elizabeth Forrester : une passante
- Charles K. French : le juge
- Frank Holliday : Mr. Holliday, un invité au dîner
- Ham Kinsey : un employé au bureau / le groom d'ascenseur
- Dorothy Layton : une secrétaire
- Patsy O'Byrne : le fâcheux
- Gertrude Pedlar : l'épouse du juge
- Frank Rice : le serveur au dîner
- Thelma Todd : Mrs. Hardy

## Autour du film
Quand les poules rentrent au bercail peut être considéré comme un « remake parlant » de la comédie muette Un ancien flirt (Love 'Em and Weep) de Fred Guiol sortie quatre ans plus tôt en 1927. Le scénario est identique et l’on y retrouve les mêmes gags. Stan Laurel et Mae Busch y tiennent le même rôle principal, Oliver Hardy remplace James Finlayson qui est relégué à un rôle secondaire reflétant ainsi la nouvelle hiérarchie de l’écurie d’acteurs d’Hal Roach.
Lorsque Oliver Hardy va chanter à la demande de ses invités, accompagné par sa femme au piano, cette dernière est furieuse des coups de fil répétés qu'il reçoit et commence à comprendre que son mari cherche à s'éclipser de chez lui pour aller rejoindre quelqu'un. C'est elle qui choisit la chanson et tend alors à son mari la partition de Your mamma's gonna slow you down de Gill Wells et Buddy Cooper qui est une chanson populaire des années 1920 dont les paroles sont les avertissements d'une dame à son mari volage pour tempérer ses ardeurs. Dans les adaptations en langues étrangères, il y a des traductions du titre de la chanson mais cela n'est que le pâle reflet de ce que peut être en langue originale la référence à une véritable chanson connue.